# Xabier Kintana

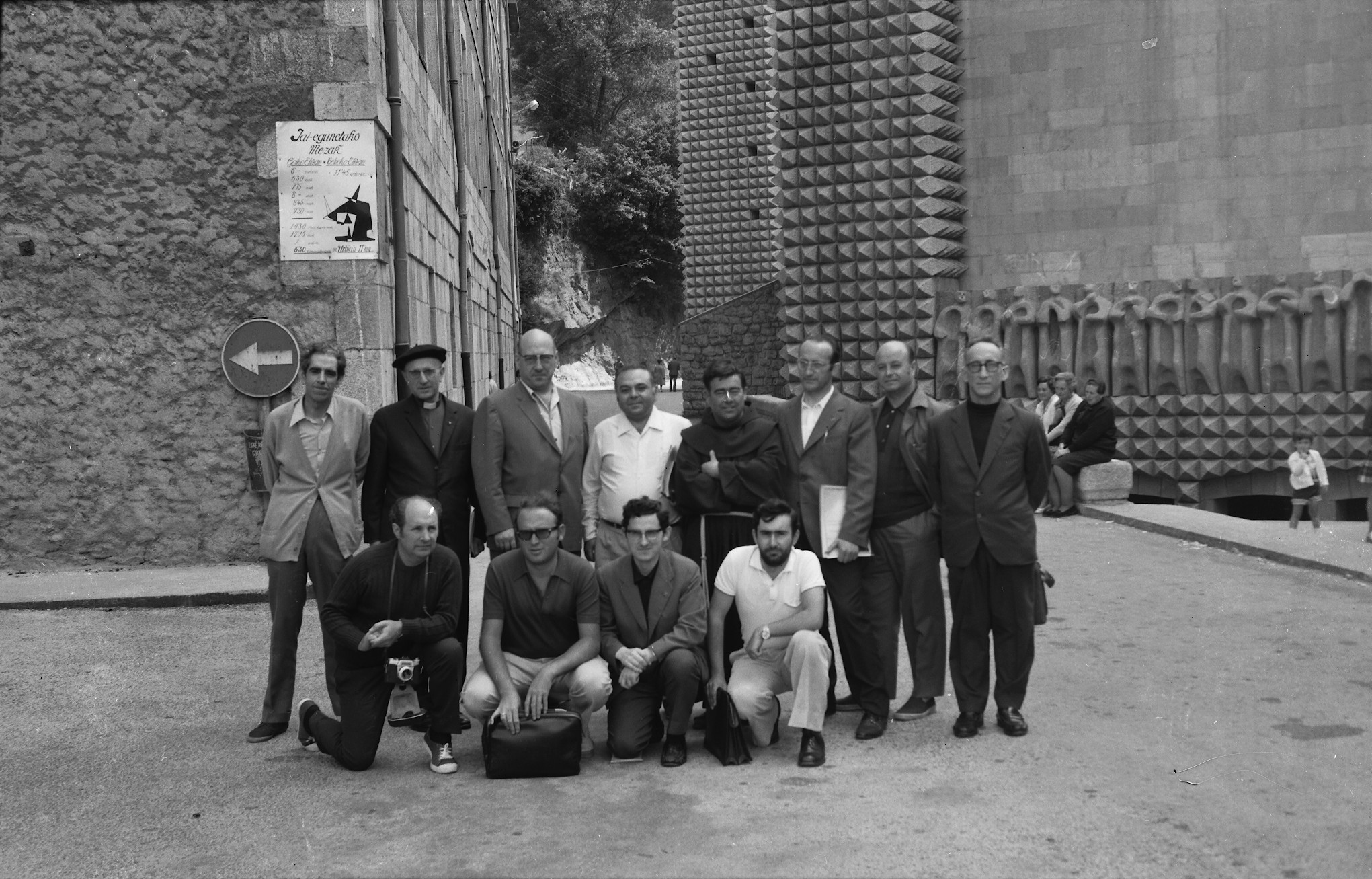
Des membres de l'Euskaltzaindia réunis au sanctuaire d'Arantzazu en 1972. Haut lieu de la culture basque et la bibliothèque du couvent conserve de très nombreux ouvrages en langue basque
Haut de gauche à droite : Koldo Mitxelena, Iratzeder, Jean Haritschelhar, Alfonso Irigoien, Luis Villasante, Jose Mari Satrustegi, Patxi Altuna et Imanol Berriatua. Bas : Juan San Martin, Jose Luis Lizundia, Joseba Intxausti et Xabier Kintana.

Xabier Kintana, né le 13 octobre 1946 à Bilbao, est un philologue, écrivain et académicien basque espagnol de langue basque. Il est membre de l'Académie de la langue basque et membre honoraire de l'Académie de l'Aragonais.

## Publications
Narrations
- Behin batean, 1972, Lur ;
- Nazioarteko ipuinak, 1980, Hordago ;
- Orreagako burruka, 1980, Elkar.

Nouvelles / Romans
- Ta Marbuta. Jerusalemen gertatua, 1984, Elkar.

Essais
- Linguistika orain arte, 1971, Lur ;
- Euskara hobean hobe, 1984, EHU, avec Pello Salaburu ;
- Judu Herriaren ibilbide luzea, 1994, Gaiak, avec Jurgi Kintar.

Littérature pour enfants
- Gure piztitxoaren artean, 1974, Indauchu editorial ;
- Oier Beltzuntzeko, 1976, Cinsa ;
- Martin Txilibitu, ehiztari beltza, 1976, Cinsa ;
- Kixmi eta euskal jentilak, 1980, Elkar ;
- Lamia eta artzaina, 1980, Elkar ;
- Marigorringoa eta Harra, 1980, Elkar ;
- Martin txiki eta Jentilak I, Garia lapurtzen, 1980, Elkar ;
- Martin txiki eta Jentilak II, Zerraren asmaketa, 1980, Elkar ;
- Tartalo eta artzaina, 1980, Elkar ;
- Euskarazko zubia 1.a, 1987, Santillana: avec Sagrario Lunar.

Biographies
- Imanol Berriatua, 1914-1981, 1994, Eusko Jaurlaritza ;
- Gabriel Aresti, 1933-1975, 1998, Eusko Jaurlaritza ;
- Federiko Krutwig Sagredo, 1921-1998, 1999, Eusko Jaurlaritza ;
- Justo Mari Mokoroa, 2000, Eusko Jaurlaritza ;
- Agustín P. Iturriaga: (1778-1851), avec Andrés Alberdi, J. Javier Granja Pascual et Piarres Xarritton, Servicio Central de Publicaciones del Gobierno Vasco, 1994, 16 pages ;
- Joanes Leizarraga: vida y obra, avec Henrike Knörr et Txomin Peillen, 2007, 159 pages.

Dictionnaires
- Batasunaren kutxa, 1970, Lur, avec Gabriel Aresti.
- Dictionnaire basque-français & français-basque : Hiztegia euskara-frantsesa & frantsesa-euskara avec Piarres Charritton, 2000, 597 pages ;
- Oinarrizko hiztegia, avec Xabier Kintana et Xabier Mendiguren, 2007, 822 pages ;
- Euskal hiztegi modernoa: euskara-espainiera, espainiera-euskara, avec Xabier Tobar, 1977, 731 pages ;
- Diccionario moderno vasco-español, español-vasco, avec Xabier Tobar, 1977, 1195 pages ;
- Hiztegi txikia: euskara-gaztelania, castellano-vasco, avec Miren Azkarate Villar, Elhuyar, 1998, 899 pages ;
- Hiztegia: euskara-gaztelania, castellano-vasco, avec Miren Azkarate Villar et Xabier Mendiguren Bereziartu, Elhuyar Kultur Elkartea, 2000, 1300 pages.